# Anders Whass
Anders Whass, född 16 mars 1981 i Norrköping, är en svensk före detta fotbollsspelare. Han spelade i IFK Norrköping 2004–2011 och har tidigare spelat i Dagsbergs IF och IK Sleipner.
Whass är född och uppvuxen i Norrköping och påbörjade 2002 sin proffskarriär inom fotbollen. Han spelade då med IK Sleipner men gick 2004 över till IFK Norrköping.
Han spelade för IFK Norrköping när de avancerade till allsvenskan 2007, något som uppmärksammades stort på Tyska torget i Norrköping. Han var också en del av IFK Norrköping vid lagets nedflyttning 2008 från Allsvenskan till Superettan.
Efter karriären har Anders Whass arbetat som projektledare och VD i byggbranschen.